# Växeldriv

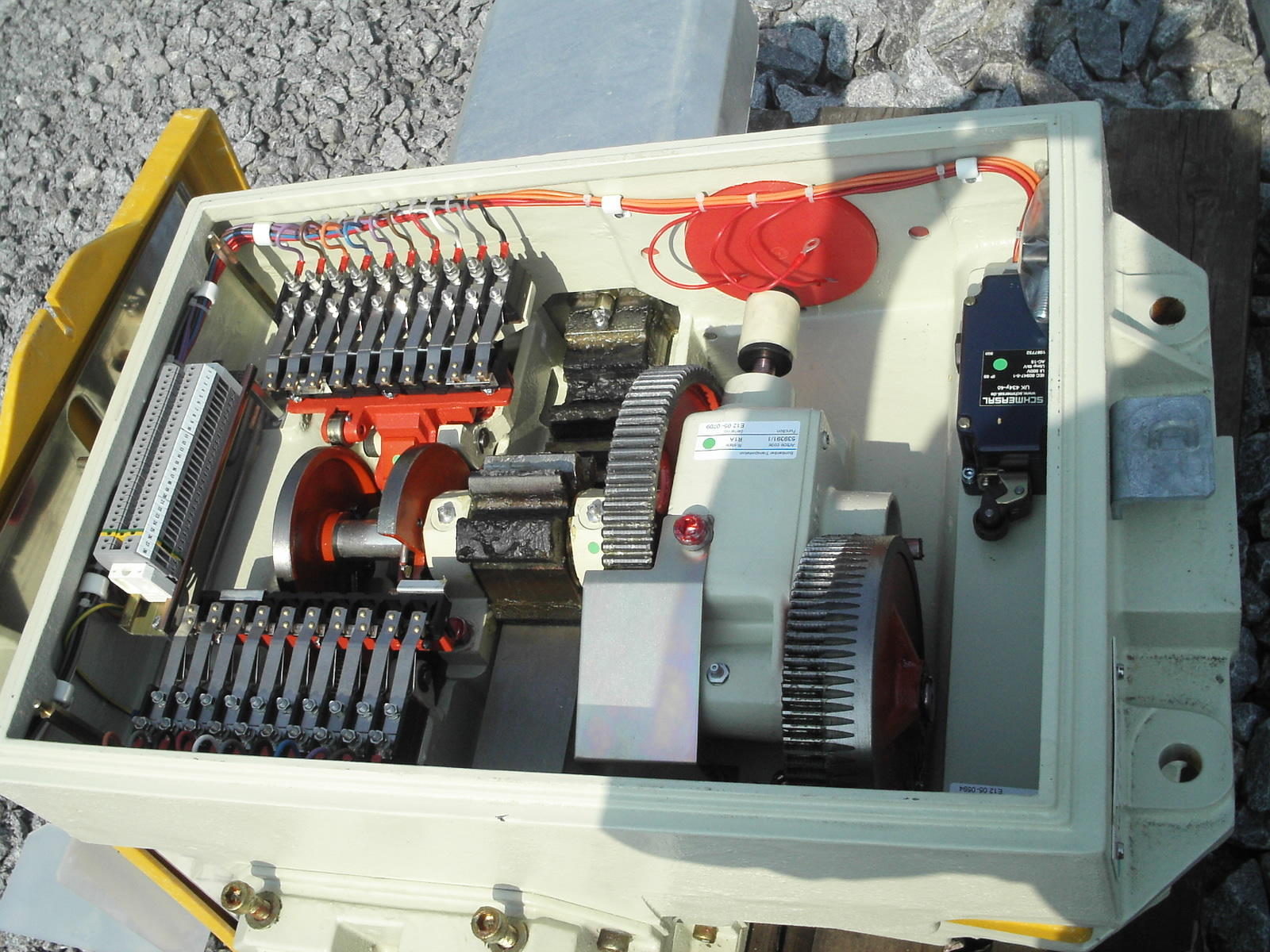
Öppnat växeldriv

Växeldriv är en utrustning som på signal från ett ställverk lägger om tungorna i en järnvägsväxel till det ena eller andra läget samt bekräftar att omläggningen fysiskt skett.

## Konstruktion
Växeldrivet består av en elmotor som via en reduktionsväxel med stor kraft drar/trycker en stång som fästs i tungorna. En annan stång fäst i tungorna påverkar brytare i växeldrivet som ger en bekräftelse till ställverket. Stängerna har en isolerad infästning i växeltungorna för att inte drivströmmens återledning och spårledningen ska störas. Genom att använda två oberoende stänger kan även brott på stängerna upptäckas. Stängernas infästningar är gjorda så att de ska brista om "medväxeln" körs upp. 
På rangerbangårdar till exempel Hallsberg användes pneumatiska växeldriv, detta för att få en snabbare omläggning. Man har då redan tryckluft för vagnbromsar och bromsprovning.
Växeldriv med lägesbekräftelse är viktigt för säkerheten. Ställverket kan kontrollera att alla växlar ligger rätt innan en sträcka reserveras för ett tåg (tågfärdväg läggs) och tåg får klarsignal. Ställverket kan då även ”låsa” växlarna (förregling) så att de inte oavsiktligt ändras innan ett tåg har passerat.

## Tillämpning
Vid korta växlar för låg hastighet används endast ett växeldriv. Vid högre tillåtna hastigheter genom en växel ges växeln en större kurvradie och flera växeldriv (2, 4 eller 6) kan då användas för ändra de längre växeltungorna. 
Vid mycket stora hastigheter förses även rälskorsningen i en växel med rörliga tungor som ändras av växeldriv. Se järnvägsväxel. 
Växeldriv används även för spårspärrar som viker upp stoppblock på rälsen vilka hindrar vagnar att rulla ut på en linje (lagd tågfärdväg).

## Övrigt
Klotväxeln, som kan sägas vara manuella växeldriv, används fortfarande i ”kapillärnätet”, det vill säga industrispår och delar av bangårdar.
Växlar är känsliga för urspårningar och måtten måste regelbundet kontrolleras i de olika lägena. Snö, is och skräp kan stoppa bekräftelsesignalerna och påverka banans tillgänglighet. Växeltungorna har därför ofta växelvärme för att smälta bort is och snö.